# 罗锋
罗锋（1944年2月—），男，陕西富县人，中华人民共和国政治人物，曾任中华人民共和国公安部副部长，中国保安协会会长，中国警察协会副主席，中国法学会副会长，第十届全国政协委员。